# Aimée Laurentine Kanyana
Aimée Laurentine Kanyana, née en date et lieu inconnus, est une personnalité politique burundaise, ministre de la  Justice depuis le 25 août 2015.

## Carrière
Elle a été précédemment magistrate à la Cour constitutionnelle. Elle a également été vice-présidente de la banque de la République du Burundi.
Elle fait partie des magistrats de la Cour constitutionnelle qui décide d'autoriser Pierre Nkurunziza à briguer un troisième mandat à la présidence de la République, pourtant interdit par l'article 96 de la constitution du Burundi, promulguée en mars 2005. Cette autorisation est à l'origine de la crise politique burundaise de 2015.